# Thomas Hansvoll
 Der er for få eller ingen kildehenvisninger i denne artikel, hvilket er et problem. Du kan hjælpe ved at angive troværdige kilder til de påstande, som fremføres i artiklen.

Thomas Hansvoll (født 26. juni 1974 i Oslo) er en norsk proffbokser og guitarist. Hansvoll har bokset 32 kampe – 26 sejre, 4 tabte og 2 uafgjorte (pr. 19. august 2008). Han har titlerne WBO I/C Cruiserweight og WBA Int. Light Heavyweight. Amatør recordlisten er på 73 kampe – 65 sejre – 8 tabte
Hansvoll som er oppvokst på Bjerke/Årvoll (Groruddalen – Oslo) begyndte at bokse allerede som 10 årig(1984) i IF ørnulf. Som 14 årig debuterede han som amatørbokser i Raufoss turneringen (1988). I 1993 blev Hansvoll junior og senior Norgemester i samme sæson (i henholdsvis letsværvægt og mellemvægt). Hansvoll vandt en guldmedalje i NM i 1994 for så at debutere som professionel den 11. november 1994 mod Greg Scott Briggs i Randers.
Hansvoll soppede efter mødet med Damon Reed 4. oktober 2003, og er nu (2006) hovedtræner for IF Ørnulf og hjælpetræner på juniorlandsholdet. 
Hansvoll gjorde imidlertid comeback i kampen om titlen som nordisk mester i vægtklassen cruiservægt mod Johnny Jensen 14. oktober 2006. Kampen endte uafgjort. Mange eksperter ville have sagt at Hansvoll ville vinde, men dansken havde dommerene på sin side.
Hansvoll er også kendt for at have bokset mod den pensionerede Ole Lukkøye Klemetsen i en kamp som fandt sted den 16. juni 2001. Resultat blev KO i 2.runde.
Hansvoll boksede om WBA-VM titlen i vægtklassen letsværvægt mod Bruno Girard i Paris 23. maj 2002. Han tabte kampen, knebent på på point efter tolv runder.
Hansvoll boksede sin hidtil sidste kamp den 21. juni 2008 i Brøndby mod Juan Manuel Garay fra Argentina og vandt på point.